# Бараниковка (Кременский район)
Бараниковка (укр. Бараниківка) — село в Кременском районе Луганской области Украины, административный центр и единственный населённый пункт Бараниковского сельского совета.
Население по переписи 2001 года составляло 2617 человек. Почтовый индекс — 92922. Телефонный код — 6454. Занимает площадь 1,02 км². Код КОАТУУ — 4421680201.

## Местный совет
92922, Луганська обл., Кремінський р-н, с. Бараниківка, кв. Гагаріна, 3  (укр.)